# Ньюспейпер-Рок
landmark 37°59′18″ пн. ш. 109°31′05″ зх. д. / 37.98833° пн. ш. 109.51806° зх. д.

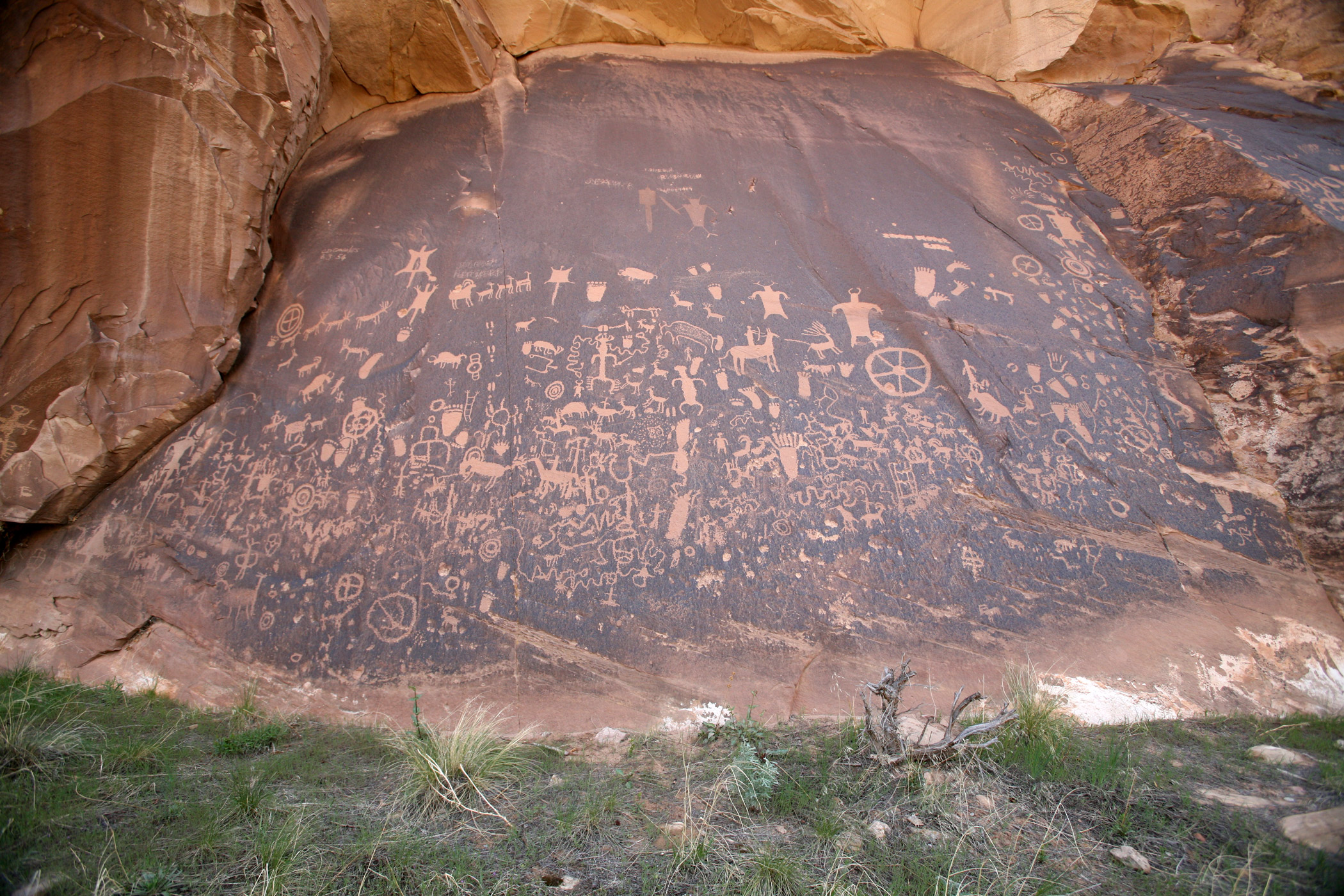
Петрогліфи на території Державного пам'ятника Ньюспейпер-рок, південна Юта, США

Державний історичний пам'ятник Ньюспейпер-рок, буквально «Газетний камінь», англ. Newspaper Rock State Historic Monument розташований приблизно в 40 км на північний захід від міста Монтіселло і на захід від м. Моуаб (Moab) в південно-східній частині штату Юта на заході США. Пам'яткою пам'ятника є плоска скеляста круча, де виявлено велику колекцію петрогліфів.
Петрогліфи вирізувалися індійцями як в доісторичний період, так і після контакту з європейцями (про останнє можна судити, наприклад, по тому факту, що деякі знаки зображують вершників). Хоча точне датування пам'ятки викликає утруднення, можна встановити відносне датування по патині. Причина такої високої концентрації петрогліфів на невеликій площі залишається неясною.

## Ресурси Інтернету
- Вікісховище має мультимедійні дані за темою: Ньюспейпер-Рок
- US Department of the Interior Bureau of Land Management page on Newspaper Rock
- Newspaper Rock Petroglyph Panel 8.5 x 11, 600 dpi, black-on-white rendition of entire panel.